# Likud Yisrael Beiteinu
Likud Yisrael Beiteinu (tiếng Hebrew: הליכוד ישראל ביתנו, các phương tiện truyền thông Israel thường gọi là Likud Beiteinu, tiếng Hebrew: הליכוד ביתנו) là tên một liên minh bầu cử thành lập vào năm 2012 ở Israel giữa đảng trung hữu Likud và đảng cánh hữu Yisrael Beiteinu. Liên minh này đã tham gia cuộc bầu cử lập pháp Israel năm 2013.
Ngày 25 tháng 10 năm 2012, vài ngày sau quyết định để giải tán Knesset thứ 18 và sau quyết định tổ chức tổng tuyển cử, thủ tướng Benjamin Netanyahu và bộ trưởng Bộ Ngoại giao Avigdor Lieberman đã triệu tập một cuộc họp báo chung, trong đó lần đầu tiên họ công bố rằng các bên tương ứng đã thành lập một liên minh để chuẩn bị cho cuộc bầu cử Knesset thứ 19 sẽ được tổ chức vào tháng 1 năm 2013. Bốn ngày sau đó, Uỷ ban Trung ương của Likud thông qua quyết định trên. Theo Lieberman, quyết định này đã được ra từ hai tháng trước khi được công bố.
Ban đầu động thái này đã vấp phải sự phản đối từ nhiều thành viên Likud nổi bật, dẫn đầu là Michael Eitan, người gọi hành động lập liên minh là "sự phá hủy Likud". Tuy nhiên, sau khi Ủy ban Trung ương của Likud thông qua việc tạo lập liên mình thì Eitan phát biểu rằng ông chấp nhận quyết định của Ủy ban. Sau đó, Eitan cũng đánh mất cơ hội tham gia Knesset thứ 19 sau kết quả tệ hại trong cuộc bỏ phiếu sơ bộ của Likud trước đó khi chỉ xếp thứ 30, và tên ông này cũng không có trong danh sách liên minh tham gia tranh cử Knesset.